# Maciej Szczurowski
Maciej Roman Szczurowski – podpułkownik Wojska Polskiego, historyk wojskowości, politolog , doktor habilitowany, profesor nadzwyczajny Uniwersytetu Gdańskiego .

## Życiorys
Absolwent Wyższej Szkoły Oficerskiej Wojsk Rakietowych i Artylerii w Toruniu oraz Wydziału Dziennikarstwa i Nauk Politycznych Uniwersytetu Warszawskiego. W 1990 doktoryzował się w Wojskowym Instytucie Historycznym, a w 2000 otrzymał stopień naukowy doktora habilitowanego. Wykładał w Toruńskiej Szkole Wyższej na kierunkach: administracja i stosunki międzynarodowe. Specjalizuje się w problematyce obrzędowości publicznej i promocji administracji samorządowej, w historii administracji gospodarczej oraz w zagadnieniach bezpieczeństwa międzynarodowego i polityki obronnej .
Autor ponad stu publikacji z dziedziny historii najnowszej, dziejów wojskowości i problematyki warsztatowo-metodologicznej historii. Profesor nadzwyczajny UG w Zakładzie Polityki Publicznej Instytutu Politologii Społecznej na Wydziale Nauk Społecznych Uniwersytetu Gdańskiego .

## Publikacje
- Artyleria Polskich Sił Zbrojnych na Zachodzie w II wojnie światowej. Toruń: Wydawnictwo Adam Marszałek, 2001. ISBN 83-7174-918-X. Brak numerów stron w książce
- Polacy na frontach II wojny światowej, wydawnictwo: Duet
- Administracja przemysłu na Górnym Śląsku w 1945 roku, wydawnictwo: Adam Marszałek
- Wstęp do badań historycznych. Nauki pomocnicze historii i archiwistyka w systemie kształcenia studentów historii szkoły wyższej, Wydawnictwo: Adam Marszałek
- Dowódcy Wojska Polskiego na froncie wschodnim 1943-1945. Słownik biograficzny. Pruszków: Oficyna Wydawnicza „Ajaks”, 1996. ISBN 83-87103-08-X. Brak numerów stron w książce

## Ordery i odznaczenia
- Złoty Krzyż Zasługi – 9 sierpnia 2000[1]
- Srebrny Krzyż Zasługi – 19 kwietnia 1995[5] (po raz drugi)
- Srebrny Krzyż Zasługi